# Clout
Clout è un singolo del rapper statunitense Offset, pubblicato il 15 marzo 2019 come secondo estratto dal primo album in studio Father of 4.
Il brano, che vede la collaborazione della rapper Cardi B, è stato scritto dai due interpreti con Joshua Luennen (in arte Southside), Kevin Gomringer e Tim Gomringer (in arte Cubeatz), e prodotto da questi ultimi tre.
Il singolo ha ricevuto una candidatura nella categoria Miglior interpretazione rap ai Grammy Awards 2020.

## Descrizione
Clout è una critica a coloro che usano le persone per fama e il testo schernisce chi ha la "malattia di Instagram". È la quinta collaborazione tra i due rapper e segue Um Yea, il remix di Lick, MotorSport e Drip.

## Promozione
Offset e Cardi si sono esibiti con Clout ai BET Awards 2019, insieme a una performance di Press da parte della rapper.

## Video musicale
Il video musicale è stato annunciato da Cardi il 16 aprile 2019 e pubblicato il giorno seguente. Il video mostra i due rapper che eseguono le loro parti in una sala di specchi gialla e nera. Cardi si mostra anche su una pila di limoni e che fa lap dance su Offset.

## Successo commerciale
La canzone ha debuttato alla 63ª posizione della Billboard Hot 100 statunitense, fino a raggiungere il 39º posto. Ha trascorso venti settimane nella top 100.
Nella settimana terminata il 2 maggio 2019 ha debuttato alla 64ª posizione della classifica britannica grazie a 7 276 unità vendute.

## Classifiche

### Classifiche settimanali
| Classifica (2019) | Posizione massima |
| ----------------- | ----------------- |
| Canada            | 41                |
| Grecia            | 12                |
| Irlanda           | 54                |
| Regno Unito       | 64                |
| Stati Uniti       | 39                |

### Classifiche di fine anno
| Classifica (2019) | Posizione |
| ----------------- | --------- |
| Stati Uniti       | 87        |